# Santa Ana Portales
Santa Ana Portales är en ort i Mexiko.   Den ligger i kommunen Tetlatlahuca och delstaten Tlaxcala, i den sydöstra delen av landet, 90 km öster om huvudstaden Mexico City. Santa Ana Portales ligger 2 192 meter över havet och antalet invånare är 761.
Terrängen runt Santa Ana Portales är huvudsakligen platt, men åt nordost är den kuperad. Runt Santa Ana Portales är det tätbefolkat, med 709 invånare per kvadratkilometer. Närmaste större samhälle är Cholula, 15,1 km söder om Santa Ana Portales. Omgivningarna runt Santa Ana Portales är en mosaik av jordbruksmark och naturlig växtlighet.